# ویرایش تصویر

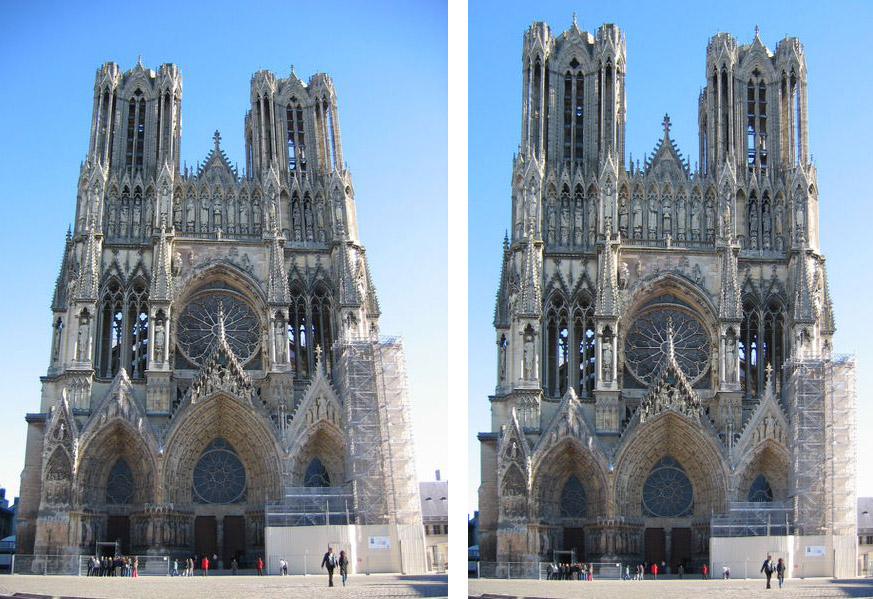
یک تصویر ویرایش شده به‌وسیله فتوشاپ

ویرایش تصویر (یا نگاره) شامل هر فرایند ایجاد تغییر در تصاویر می‌باشد. ویرایش تصویر همچنین شامل همه عکس‌های دیجیتال و عکس‌های آنالوگ می‌شود.

## فشرده‌سازی اطلاعات
بسیاری از فرمت‌های فایل تصویری از فشرده سازی داده‌ها برای کاهش حجم فایل و صرفه جویی در فضای ذخیره‌سازی استفاده می‌کنند. فشرده‌سازی دیجیتالی تصاویر ممکن است در دوربین انجام شود یا در رایانه با ویرایشگر تصویر انجام شود. هنگامی که تصاویر در قالب "JPEG" ذخیره می‌شوند، یعنی فشرده‌سازی قبلاً انجام شده‌است. نرم‌افزارهایی وجود دارند که به کاربر اجازه می‌دهند سطح و میزان فشرده‌سازی (یا کاهش حجم نگاره) را تعیین کند.

### لایه‌ها
لایه‌ها از دیگر بخش‌های مهم یک ویرایشگر تصویر هستند. با استفاده از آن‌ها می‌توان بدون تأثیر بر لایه دیگر تصویر تغییرات را اعمال و در لحظه نتیجه کلی چند لایه را مشاهده کرد. نکته خوب دیگر دربارهٔ لایه‌ها قابلیت حذف تکی آن‌ها بدون تأثیر در لایه‌های دیگر و کل تصویر است.

### تغییر اندازه تصویر
ویراستاران تصویر می‌توانند اندازه تصاویر را نیز تغییر دهند؛ دوربین‌های وضوح بالا می‌توانند تصاویر بزرگی را تولید کنند که معمولاً برای استفاده در اینترنت مناسب نیستند،و باید کمی تصاویر را کوچک کرد. با استفاده از یک فرایند ریاضی پیکسل‌ها و اطلاعات تصاویر دوباره بازسازی می‌شوند.

### برش تصویر
برش تصاویر هنگامی انجام می‌شود که نیاز باشد تنها بخشی از تصویر را استفاده کنیم و به دیگر بخش‌های آن نیازی نباشد؛ بهترین نتایج برای این کار هنگامی به‌دست می‌آید که تصاویر دارای کیفیت بالایی باشند.

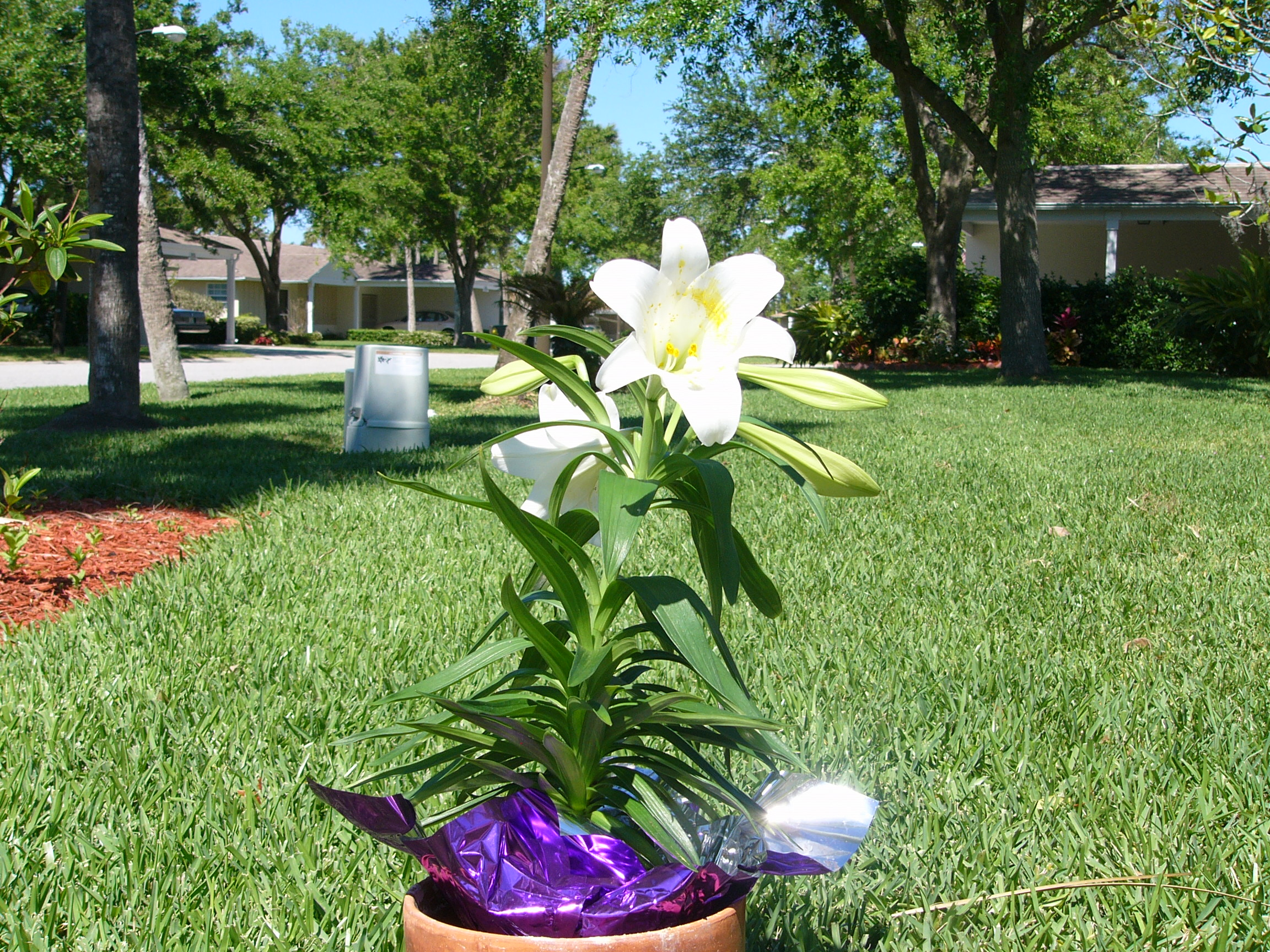
تصویر برش نخورده
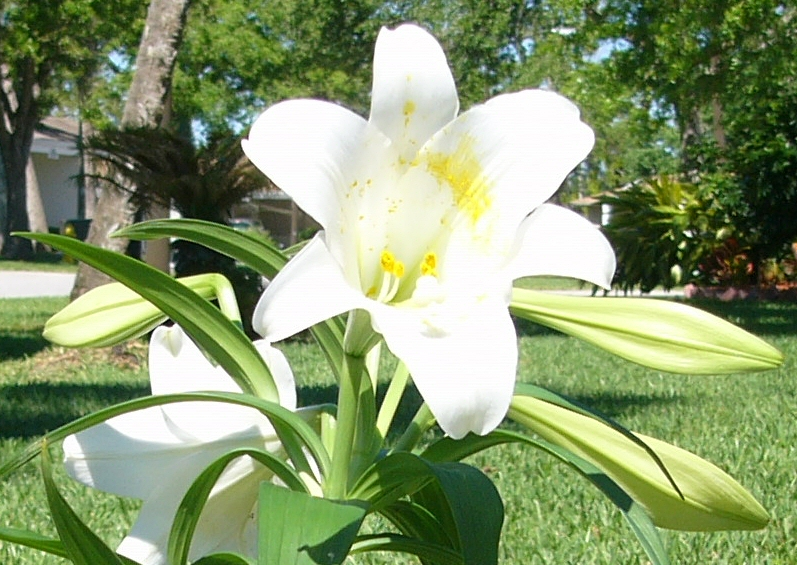
تصویر برش خورده (نتیجه)

### جلوه‌های ویژه
جلوه‌های ویژه قابل اعمال بر تصاویر معمولاً خودکار هستند، و ممکن است توسط نرم‌افزارهای ویرایشی غیر حرفه‌ای نیز ارائه شوند. این نوع ویرایش‌ها معمولاً در تصویر تغییرات زیادی به‌وجود می‌آورند و بیشتر برای ایجاد تصاویر هنری استفاده می‌شوند.

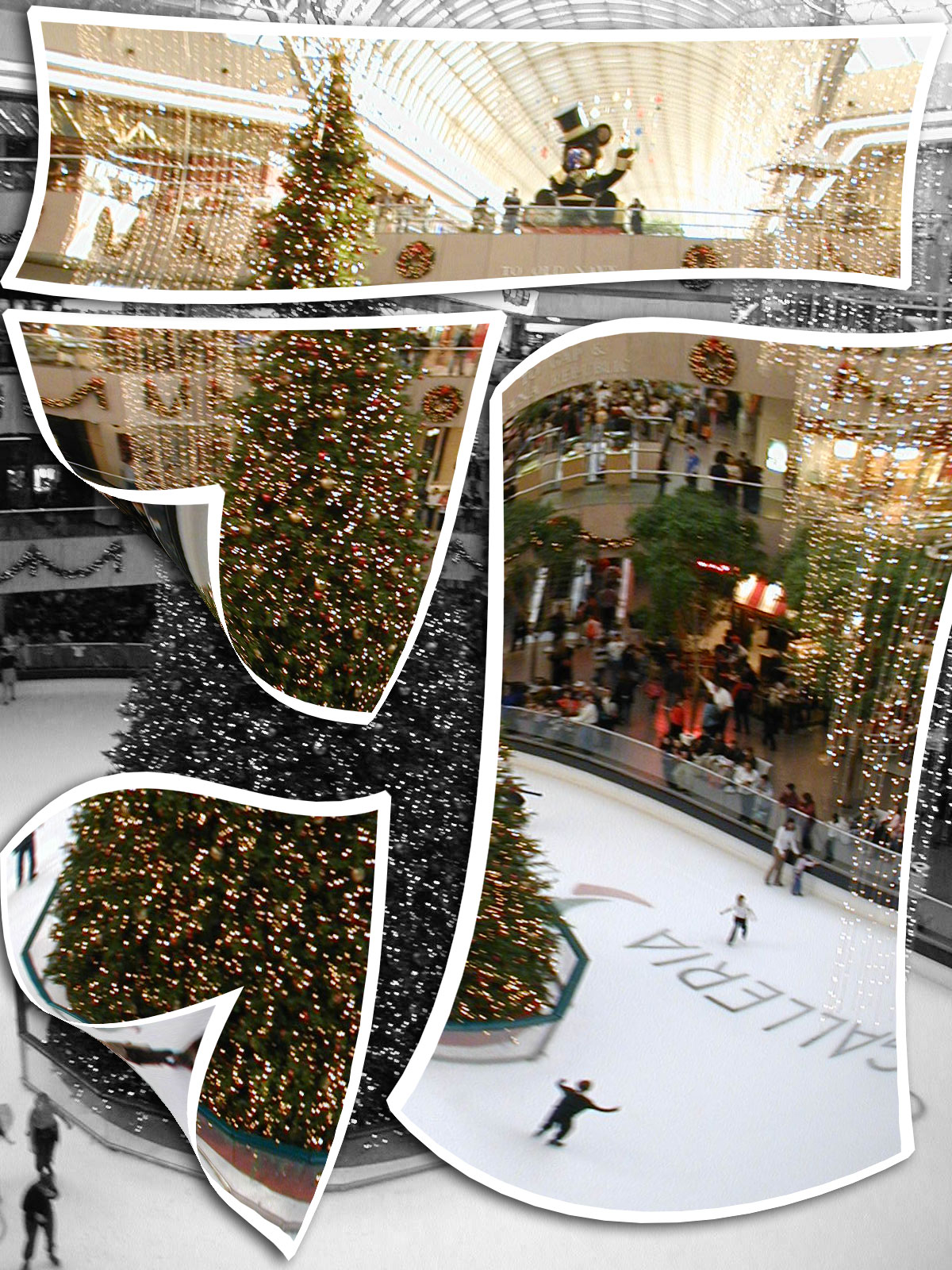
نمونه‌ای از جلوه‌های ویژه اضافه شده به یک تصویر

### تغییر عمق رنگ

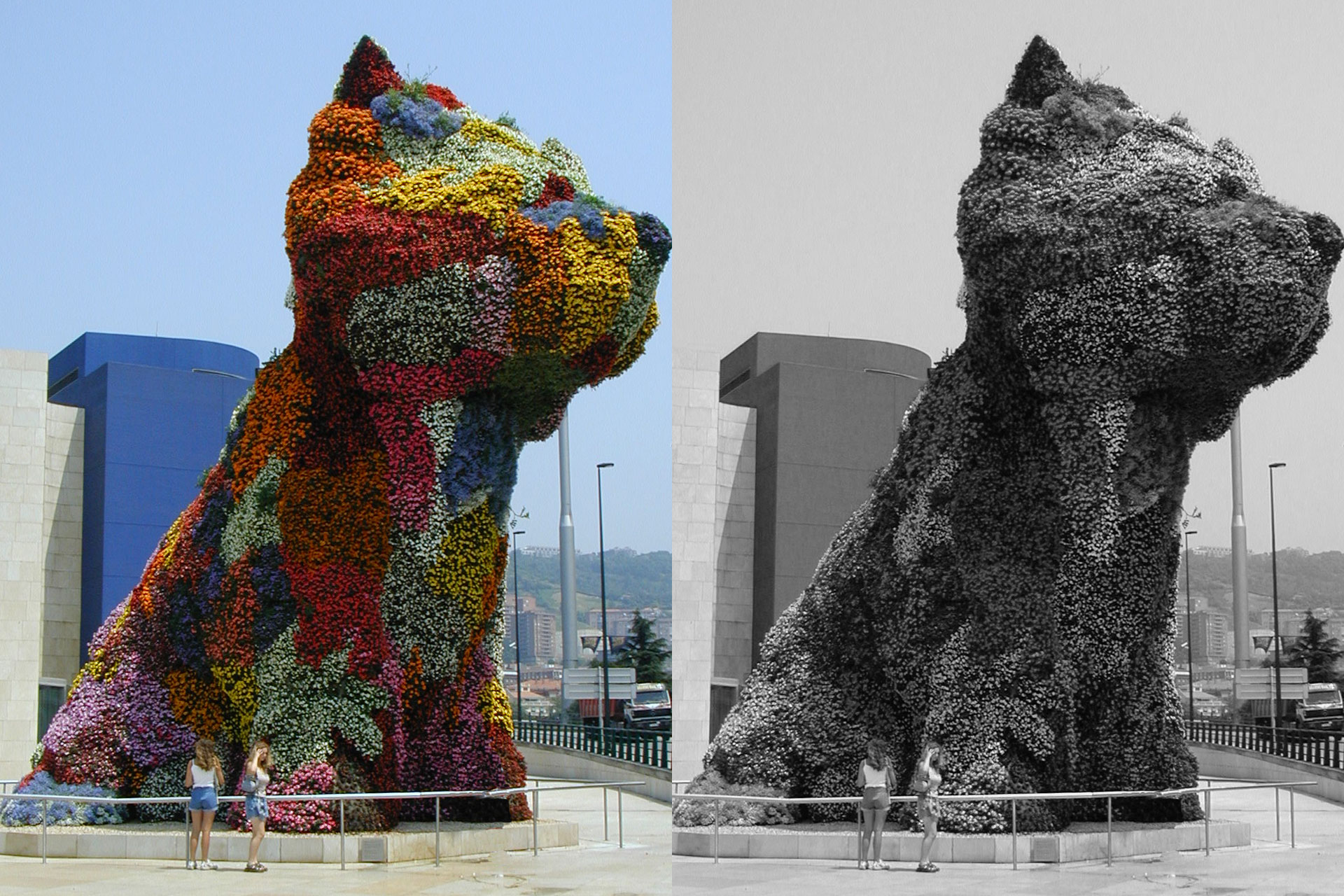
تغییر عکس رنگی به سیاه و سفید

با استفاده از نرم‌افزارهای ویرایشی خاصی می‌توانید عمق رنگ تصاویر را تغییر دهید. عمق رنگ‌های معمول ۲، ۴، ۱۶، ۲۵۶، ۶۵، ۵۳۶ و ۱۶٫۷ میلیون رنگ هستند. فرمت‌های تصویر JPEG و PNG قادر به ذخیره ۱۶٫۷ میلیون رنگ (برابر با ۲۵۶ مقدار روشنایی در هر کانال رنگ) است. علاوه بر این، تصاویر سیاه‌وسفید با ۸ بیت یا کمتر می‌تواند ایجاد شود. سیاه‌وسفید کردن تصاویر برای کمتر کردن حجم آن‌ها نیز مؤثر است.

### تغییر کنتراست و روشنایی
ویراستاران تصویر دارای مقرراتی هستند تا به‌طور همزمان کنتراست تصاویر را تغییر دهند و تصویر را روشن یا تیره کنند.

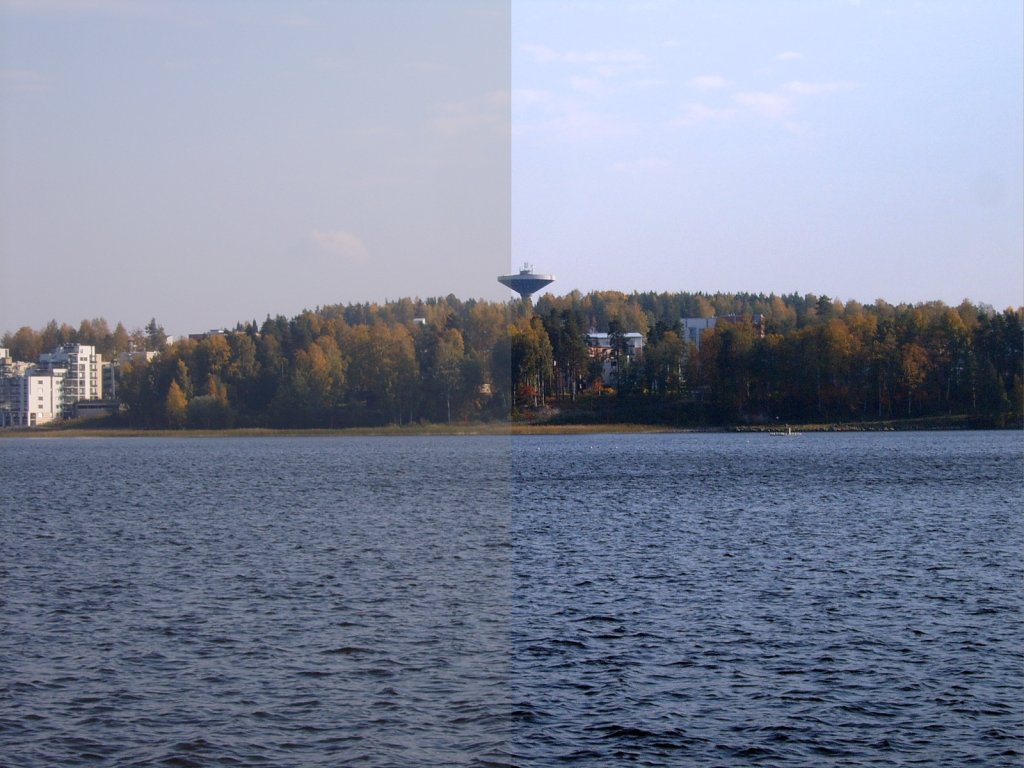
سمت چپ تصویر دست نخورده‌است